# Cristina Burciu
Cristina Burciu (n. 24 martie 1969

, Panticeu, Cluj, România) este un deputat român, ales în 2016. 